# Tony Ferguson
Anthony Armand Padilla Ferguson (født 12. februar 1984 i Oxnard i Californien i USA), er en amerikansk MMA-udøver som siden 2011 har konkurreret i organisationen Ultimate Fighting Championship. Han har været professionel siden 2008 og vandt The Ultimate Fighter 13. I 2017, besejrede Ferguson Kevin Lee og blev dermed interim UFC-letvægts-mester Han er kendt for sin uforudsigelige gulvkamp, god kondition og farlige albuer og knæ.
Efter at have vundet interim UFC-letvægts-mesterskabet i 2017, satte han ny rekord for flest sejre i træk i UFF letvægts-klasse-historie (med 10) og blev bredt anset af eskeprter for at være en af de bedste letvægtere i UFC's historie. I september, 2018 er han #2 på UFC's officielle letvægts-rangliste og er #13 på den officielle UFC pound-for-pound-liste.

## Tidlige liv
Ferguson blev født i Oxnard i Californien, men voksede op i Muskegon, Michigan. Han er af mexicansk afstamning. Hans efternavn, Ferguson stammer fra hans skotisk-amerikanske stedfar.

## Privatliv
Ferguson er gift og har en søn ved navn, Armand Anthony, født 28. april, 2016.

## Championships and accomplishments

### Amateur wrestling
- National Collegiate Wrestling Association[8]
  - NCWA National Champion (2006)
  - NCWA All-American (2006, 2007)
  - North Central Conference Champion (2006, 2007)
- Michigan High School Athletic Association
  - MHSAA Division IV State Champion (2002)
  - MHSAA Division IV All-State (2000-2002)

### MMA
- PureCombat
  - PureCombat Welterweight Championship (1 gang)
- Ultimate Fighting Championship
  - Interim UFC letvægts-mester (One time)
  - The Ultimate Fighter 13 winner
  - Fight of the Night (3 gange)
  - Fight of the Night (1 gang)
  - Fight of the Night (3 gange)
  - Fight of the Night (1 gang)
  - Længste sejrs-stime i letvægt-klassens historie (10)

## Rekordliste
| Resultat | Rekordliste | Modstander       | Metode                        | Arrangement                             | Dato              | Omgang | Tid  | Sted                | Noter                                |
| -------- | ----------- | ---------------- | ----------------------------- | --------------------------------------- | ----------------- | ------ | ---- | ------------------- | ------------------------------------ |
| Sejr     | 25–3        | Donald Cerrone   | TKO (stoppet af ringlægen)    | UFC 238                                 | 8 juni 2019       | 2      | 5:00 | Las Vegas           |                                      |
| Sejr     | 24–3        | Anthony Pettis   | TKO (stoppet af ringhjørnet)  | UFC 229                                 | 6 oktober 2018    | 2      | 5:00 | Las Vegas           |                                      |
| Sejr     | 23–3        | Kevin Lee        | Submission (triangle choke)   | UFC 216                                 | 7 oktober 2017    | 3      | 4:02 | Las Vegas           | Blev interimmester i letvægt.        |
| Sejr     | 22–3        | Rafael dos Anjos | Enstemmig afgørelse           | UFC Fight Night: dos Anjos vs. Ferguson | 5 november 2016   | 5      | 5:00 | Mexico City         |                                      |
| Sejr     | 21–3        | Lando Vannata    | Submission (D’Arce choke)     | UFC Fight Night: McDonald vs. Lineker   | 13 juli 2016      | 2      | 2:22 | Sioux Falls         |                                      |
| Sejr     | 20–3        | Edson Barboza    | Submission (D’Arce choke)     | The Ultimate Fighter 22 Finale          | 11 december 2015  | 2      | 2:54 | Las Vegas           |                                      |
| Sejr     | 19–3        | Josh Thomson     | Enstemmig afgørelse           | UFC Fight Night: Mir vs. Duffee         | 15 juli 2015      | 3      | 5:00 | San Diego           |                                      |
| Sejr     | 18–3        | Gleison Tibau    | Submission (rear-naked choke) | UFC 184                                 | 28 februar 2015   | 1      | 2:37 | Los Angeles         |                                      |
| Sejr     | 17–3        | Abel Trujillo    | Submission (rear-naked choke) | UFC 181                                 | 6 december 2014   | 2      | 4:19 | Las Vegas           |                                      |
| Sejr     | 16–3        | Danny Castillo   | Afgørelse (split)             | UFC 177                                 | 30 august 2014    | 3      | 5:00 | Sacramento          |                                      |
| Sejr     | 15–3        | Katsunori Kikuno | KO (slag)                     | UFC 173                                 | 24 maj 2014       | 1      | 4:06 | Las Vegas           |                                      |
| Sejr     | 14–3        | Mike Rio         | Submission (D’Arce choke)     | UFC 166                                 | 19 oktober 2013   | 1      | 1:52 | Houston             |                                      |
| Nederlag | 13–3        | Michael Johnson  | Enstemmig afgørelse           | UFC on Fox: Diaz vs. Miller             | 5 maj 2012        | 3      | 5:00 | East Rutherford     |                                      |
| Sejr     | 13–2        | Yves Edwards     | Enstemmig afgørelse           | The Ultimate Fighter 14 Finale          | 3 december 2011   | 3      | 5:00 | Las Vegas           |                                      |
| Sejr     | 12–2        | Aaron Riley      | TKO (skade)                   | UFC 135                                 | 24 september 2011 | 1      | 5:00 | Denver              |                                      |
| Sejr     | 11–2        | Ramsey Nijem     | KO (slag)                     | The Ultimate Fighter 13 Finale          | 4 juni 2011       | 1      | 3:54 | Las Vegas           | Vandt The Ultimate Fighter sæson 13. |
| Sejr     | 10–2        | Brock Jardine    | TKO (slag)                    | PureCombat 12: Champions for Children   | 25 september 2010 | 4      | 2:35 | Clovis              |                                      |
| Sejr     | 9–2         | David Gardner    | TKO (slag)                    | CA Fight Syndicate: Battle of the 805   | 26 mars 2010      | 2      | 1:52 | Ventura             |                                      |
| Sejr     | 8–2         | Chris Kennedy    | TKO (kamplægen afbryder)      | NFAMMA: Resurrection                    | 18 december 2009  | 1      | 2:29 | Ventura             |                                      |
| Nederlag | 7–2         | Jamie Toney      | Submission (triangle choke)   | NFAMMA: MMA at the Hyatt 3              | 16 oktober 2009   | 1      | 2:15 | Westlake Village    |                                      |
| Sejr     | 7–1         | James Fanshier   | Enstemmig afgørelse           | Rebel Fighter                           | 17 juli 2009      | 3      | 5:00 | Placerville         |                                      |
| Sejr     | 6–1         | Devin Benjamin   | TKO (slag og albuer)          | NFAMMA: MMA at the Hyatt 2              | 28 maj 2009       | 1      | 1:08 | Westlake Village    |                                      |
| Sejr     | 5–1         | Daniel Hernandez | TKO (slag)                    | NFAMMA: MMA at the Hyatt                | 5 marts 2009      | 1      | 2:22 | Westlake Village    |                                      |
| Nederlag | 4–1         | Karen Darabedyan | Enstemmig afgørelse           | All Star Boxing: Caged in the Cannon    | 6 februar 2009    | 3      | 3:00 | Montebello          |                                      |
| Sejr     | 4–0         | Frank Park       | Submission (triangle choke)   | Long Beach Fight Night 3                | 4 januar 2009     | 1      | 2:43 | Long Beach          |                                      |
| Sejr     | 3–0         | Joe Schilling    | Submission (rear-naked choke) | Total Fighting Alliance 12              | 13 september 2008 | 2      | 2:12 | Long Beach          |                                      |
| Sejr     | 2–0         | Brandon Adams    | TKO (slag)                    | Total Fighting Alliance 11              | 12 juli 2008      | 2      | 2:18 | Long Beach          |                                      |
| Sejr     | 1–0         | Steve Avalos     | Submission (slag)             | CXF: Anarchy at the Arena               | 12 april 2008     | 2      | 1:25 | Upland, Californien |                                      |